# آبهیناو بیندرا
آبهیناو بیندرا (انگلیسی: Abhinav Bindra؛ زادهٔ ۲۸ سپتامبر ۱۹۸۲) یک تیرانداز اهل هند است.
وی در مسابقات بین‌المللی در مجموع برندهٔ ۶ مدال طلا، ۳ مدال نقره و ۳ مدال برنز شده‌است.